# Українська драматична студія (Прага)
Українська драматична студія (Прага) - створена у 1929 році в Празі, Чехія , за широкого сприяння визначного театрального митця України та Словаччини - українця Юрія Шерегія, мала кілька етапів становлення й наповнювалася різними поколіннями українських емігрантів в Чехії.

## Передісторія - театр «Верховина»
Українські театральні студії в Празі були невеликим проблиском української культури за межами тодішньої несамостійної держави, її творили емігранти з України (митці та письменники) й молоді студенти українці-русини з Пряшівщини й Закарпаття, їх всіх заорудував на цей почин енергійний закарпатьський театрал Юрко Шрегій разом зі своїм братом Євгеном. Студіюючи на Філософському факультеті Карлового університету в Празі, разом зі студентами з Галичини та Закарпаття, які вчились на празьких ВУЗах, заснував в 1929 році український драматичний гурток «Верховина». Цим гуртком було поставлено 16 прем’єр
української класики, які вони грали на підмостках невеличких театрів Праги перед українськими емігрантами та пражанами. Але гурт проіснував недовго, оскільки відомості про українську театральну трупу рознеслися по всій Чехословаччині й їх запросили на етнічну батьківщини, куди й подалися молоді театрали в 1931 році. Решта акторів театрального гуртка продовжили ставити свої п'єси, але це ставало з все більшим проміжком в часі, а згодом перетворилося в аматорські постановки до урочистостей або народних українських фестин чи свят.

## Творення Української драматичної студії
У 1941 році Юрій Шерегій, разом з родиною, повертається до Праги і відновлює діяльність театрального гуртка під назвою Українська драматична студія, стає її директором і режисером. Інсценізує з нею 18 драматичних творів. Згодом його знову запросили в Україну, де він на Львівщині розвиває театральний рух, але надалі продовжує опікуватися своєю студією, я ка в 1943 році таки призупинила діяльність. Студію було відновлено емігрантським колом уже на початку 50-х років 20 століття, але це вже були кволі аматорські потуги сподвижників театралів, адже їх натхненик доволі успішно творив театральну революцію в Словаччині та сотворив таки справжній український театр за межами України, куди й закликав частину своїх старих друзів-послідовників.